# Reproduction
Reproduction  ist das Debütalbum der britischen Synthiepop-Band The Human League.

## Entstehungsgeschichte
Nach der Single Being Boiled und der EP The Dignity of Labour verließ die Band auf Anraten von Manager Bob Last dessen Label Fast Records. A&R Manager Simon Draper verpflichtete The Human League daraufhin für Virgin Records.
Die Rhythmusspuren für das Album wurden im Juli 1979 im Workshop in Sheffield von der Band selbst aufgenommen. Koproduzent Colin Thurston, der kurz zuvor mit Magazines Secondhand Daylight sein erstes Album als Produzent fertiggestellt hatte, vervollständigte die Produktion durch Overdubs und Abmischung in den Red-Bus-Studios in London. Neben eigenen Kompositionen coverte die Band auch das Lied You’ve Lost That Lovin’ Feelin’ von Barry Mann, Cynthia Weil und Phil Spector, mit dem The Righteous Brothers im Februar 1965 einen Nummer-eins-Hit in den Vereinigten Staaten hatten.

## Texte
Das von Philip Oakey getextete Almost Medieval wurde von Philip K. Dicks 1969 veröffentlichtem Roman Ubik beeinflusst. Das von Martyn Ware getextete Blind Youth richtet sich gegen die von James Graham Ballard propagierte Entmenschlichung, wie sie etwa zur gleichen Zeit von Gary Numan (The Pleasure Principle, 1979) und John Foxx (Metamatic, 1980) in deren Liedtexten verarbeitet wurde.

## Rezeption
Tibor Kneif sieht The Human League und ihr Debütalbum Reproduction als Paradebeispiel für experimentelle Musik und Avantgarde in der britischen New Wave zwischen 1979 und 1981: "Wie im Gesamtbereich der New Wave spürt man den Einfluß deutscher Elektroniker hier ganz besonders, allerdings nicht das gefühlsgeladene, neuromantische Klangglucksen à la Tangerine Dream, sondern die unpersönliche Robotermusik der Düsseldorfer Schule, speziell von Kraftwerk."
Auch John Bush betont in seiner Rezension für die Musikdatenbank Allmusic die "Gefühllosigkeit" des Albums: „The trio of Ian Craig Marsh, Martyn Ware, and Philip Oakey all handled vocals and synthesizers to create a set of grim, rigid tracks that revealed a greater lack of humanity than even Kraftwerk.“ (dt.: Das aus Ian Craig Marsh, Martyn Ware und Philip Oakey bestehende Trio erschuf mit Gesang und Synthesizern eine Reihe von grimmigen und rigiden Liedern, die sogar weniger Menschlichkeit offenbaren als Kraftwerk.)

## Titelliste
Alle Titel bis auf You’ve Lost That Lovin’ Feelin’ (Mann, Weill, Spector) wurden von Martyn Ware, Ian Craig Marsh und Philip Oakey komponiert und getextet.
| #  | Titel                                    | Länge |
| -- | ---------------------------------------- | ----- |
| 1. | Almost Medieval                          | 4:34  |
| 2. | Circus of Death                          | 3:51  |
| 3. | The Path of Least Resistance             | 3:27  |
| 4. | Blind Youth                              | 3:16  |
| 5. | The World Before Last                    | 3:56  |
| 6. | Empire State Human                       | 3:10  |
| 7. | Morale...You’ve Lost That Loving Feeling | 9:30  |
| 8. | Austerity/Girl One (Medley)              | 6:38  |
| 9. | Zero As A Limit                          | 4:01  |

Das Album wurde 2003 von Simon Heyworth bei Super Audio Mastering digital neu gemastert und mit acht Bonustiteln bei EMI Virgin veröffentlicht. Zu den Bonustiteln gehören die als ‚fast version‘ bezeichneten (bei Fast Records veröffentlichten) Singleversionen von Being Boiled und Circus of Death sowie die vierteilige EP The Dignity of Labour.